# Henri-Louis Chasteigner de La Roche-Posay
 (juillet 2006).
Améliorez-le ou discutez des points à vérifier. 
Pour les autres membres de la famille, voir Famille de Chasteigner.
Henri-Louis de Chasteigner de la Rocheposay ou de La Roche-Posay, fut abbé notamment de Saint-Cyprien, de Nanteuil-en-Vallée, de Saint-Pierre de la Couture au Mans, de Saint-Cyran-en-Brenne puis évêque de Poitiers.

## Biographie
Henri-Louis est le fils de Louis seigneur de La Roche-Posay en Poitou. Il nait à Tivoli jadis, dans le palais des cardinaux de Ferrare, pendant l'ambassade de son père à Rome, le 6 septembre 1577. Il eut pour parrain le cardinal d'Este. Il eut pour précepteur, vers 1590, Daniel Tilenus. Il fut tonsuré à Rome en 1596, et y reçut les ordres mineurs. Il fut ordonné prêtre à Paris par Henri de Gondi, oncle du futur cardinal de Retz. Henri IV le destina par brevet le 30 septembre 1609 à l'évêché de Poitiers comme coadjuteur. Il fut pourvu à cet évêché par Louis XIII de France en 1611. Il fut consacré évêque le 13 mai 1612 dans l'église des Feuillants à Paris, par le cardinal Jean de Bonsi, évêque de Béziers, assisté de Gabriel de L'Aubespine, évêque d'Orléans, et d'Armand-Jean du Plessis, évêque de Luçon, le futur cardinal de Richelieu.
Il fit son entrée solennelle à Poitiers en juin 1612. Il est présent à l'assemblée des Notables de Rouen de 1627, à un synode provincial à Bordeaux, puis à l'Assemblée du Clergé de France en 1628. 
On lui doit la fondation de nombreux monastères et communautés religieuses : Couvent des Feuillants (Paris), Capucins, Religieuses du Calvaire, Visitandines (en 1633), Ursulines, Sœurs de Sainte Catherine de Sienne, Carmélites, Bénédictines, Clarisses, Dominicaines, etc.
Lors de son épiscopat, de nombreux calvinistes professèrent la foi catholique. Il est l'auteur de nombreux ouvrages de théologie, d'éthique, de commentaires de l'Écriture Sainte, ainsi que d'un livret des litanies des saints du Poitou. Il fit composer par André Duchesne l'histoire de la maison des Chasteigner.
Selon Dreux du Radier : « Ce prélat avait l'âme grande, l'esprit vif et élevé, un jugement net et beaucoup d'érudition. Il aimait l'étude et chérissait les savants. Les plus agréables moments de sa vie étaient ceux qu'il passait au château de Dissais où il se livrait tout entier à la théologie de l'école, à laquelle il joignait toujours la lecture de l'Écriture et des Pères. Capable des plus importantes affaires, il les abandonna pour ne point donner de jalousie au cardinal de Richelieu, rival toujours dangereux, dont il était plus prudent d'être l'admirateur que l'émule… »
Il prit à Poitiers en 1614 les fonctions de gouverneur de la place pour maintenir la ville dans l'obéissance du Roi.
Selon Thibaudeau, dans « Une Histoire du Poitou », il remplissait ses fonctions « non pas en camail et en bonnet carré, mais avec une pique à la main, armé et cuirassé, et en capitaine résolu de faire gendarme et de garder la ville. »

## Sa mort
Il mourut subitement au château de Dissais, le 30 juillet 1651. Il fut inhumé dans l'église de la Roche-Posay, et non dans la cathédrale Saint-Pierre de Poitiers, où il avait pourtant auparavant fait prévoir sa sépulture dans la chapelle Saint-André, avec cette épitaphe, originellement en latin : 
« Henri Louis Chasteigner de la Rocheposay, évêque de Poitiers, pour demander la miséricorde de Dieu, institue une messe quotidienne à célébrer religieusement et perpétuellement dans cette chapelle Saint-André. Ce monument a été construit de son vivant, l'année du Christ 1635, étant âgé de 58 ans. »
On peut toutefois lire l'inscription suivante - en latin - sur un marbre noir dans la chapelle latérale de droite de l'église de la Roche-Posay : 
HENRICUS LUDOVICUS CASTANEUS DE LA ROCHEPOSAY EPISCOPUS PICTAVENSIS TNTER MAIORES SUOS HOG SIBI VIVENS MONUMENTUM PRAE STRUXIT   ANNO CHRISTI 1650 AETATIS 73.
Ce qui signifie: « Souvenir de Henri Louis Chasteigner de la Rocheposay, évêque de Poitiers parmi ses ancêtres, fait de son vivant, l'année du Christ 1650, étant âgé de 73 ans. »

## Petite anecdote
Il a voulu défendre ses armes contre Élisabeth Gendrault. Dans les minutes de sentences des registres du Palais aux Archives nationales, il a été découvert en 1892 un arrêt du 31 janvier 1647.
Au sujet d'un procès pendant entre Henri-Louis, évêque de Poitiers, contre Elisabeth Gendrault, veuve de défunt Roc Chasteigner, Ec., Sgrs de Cramahé et de Lileau, ses enfants. Ledit évêque demandait que les défendeurs fussent condamnés à ôter et faire raser les armes : d'or à un lion de sinople passant, qu'ils ont fait mettre et poser en divers lieux, etc., attendu qu'ils ne sont ni parents ni alliés dudit demandeur ; les défendeurs déclarèrent « que leur armes sont toutes différentes et dissemblables à celles du demandeur, qu'ils n'ont jamais été princes n'y portées, ainsi celles de leur maison », etc. La cour « a mis et met, sur la demande dudit demandeur, les parties hors de cour et de procès sans Suite ».
Cette famille Chasteigner de Cramahé était huguenote elle gênait l'évêque de Poitiers il avait commandé une généalogie par du Chêne. Il se pourrait que les deux familles de Chasteigner de la Rocheposay et Chasteigner de Cramahé qui émigrera au Canada aient les mêmes origines.

## Les possédées de Loudun
Selon Louis Figuier qui a rapporté en 1860 l'affaire des possédées de Loudun, l’évêque de Poitiers M. Chasteigner de la Rochepozay est intervenu directement dans l'affaire après l'avoir orchestrée de loin. Selon l'interprétation de Figuier, l'évêque, un proche du cardinal de Richelieu, est directement impliqué dans les manipulations diverses de l'abbesse possédée et des exorcistes jusqu'à faire envoyer le prêtre Urbain Grandier, accusé par l'abbesse et d'autres soeurs, au bûcher. L'évêque, selon Figuier, aurait dit qu'il apportait l'inquisition à Loudun.

## Origine du nom de Chasteigner les «Chasteigners» et les «des Chasteigners»
Selon la tradition Chasteigner vient du latin Castumerus. Castumerus était un grand chef renommé de la peuplade germanique des « Cattes » qui serait venu s'installer en Gaule et fonda Cassel. Selon du Chesne, Castumerus serait devenu Castaneus, le grand chef des Cattes, en germain Kat-Ummer, en français l'homme prompt à se mettre en colère.
André Du Chesne aimait l'hypothèse, il aurait repris le nom de leur seigneurie; il se peut au contraire que les chasteigners ou encore la chasteigneraye, la chaigneraie, etc.

## Armes
D'or au lion passant de sinople, armé et lampassé de gueules.

## Sources et bibliographie
1. ↑  Jean-Baptiste-Joseph Boulliot; Notice historique et bibliographique sur Daniel Tilenus, ministre du Saint-Évangile à Sedan, précepteur de Turenne, Paris, 1806, in-8° broché, 31 pages. (L'on peut lire le texte  dans : A.-L. Millin, Magasin encyclopédique ou journal des sciences, des lettres & des arts, 1806, vol.5, p. 249-279)

- Louis Moréri, Le Grand Dictionnaires historique etc., p. 561
- C.Maubois, Histoire littéraire du Poitou, 3 iii, 2011
- Du Chêne, Généalogie de la maison de Chasteigner, Le Long, biblioth, in fol. p. 670
- Émile Roca, Le Grand Siècle intime. Le règne de Richelieu (1617-1642), d'après des documents originaux, 1906, p. 56
- Clabault (généalogiste), Généalogie historique de la maison de Chasteigner en Poitou, dressée sur les pièces justificatives insérées en l'histoire de cette maison, faite par André Duchesne,... sur plusieurs autres chartes anciennes, et ramenée jus...., 1779, p. 93